# Burg (Spreetal)

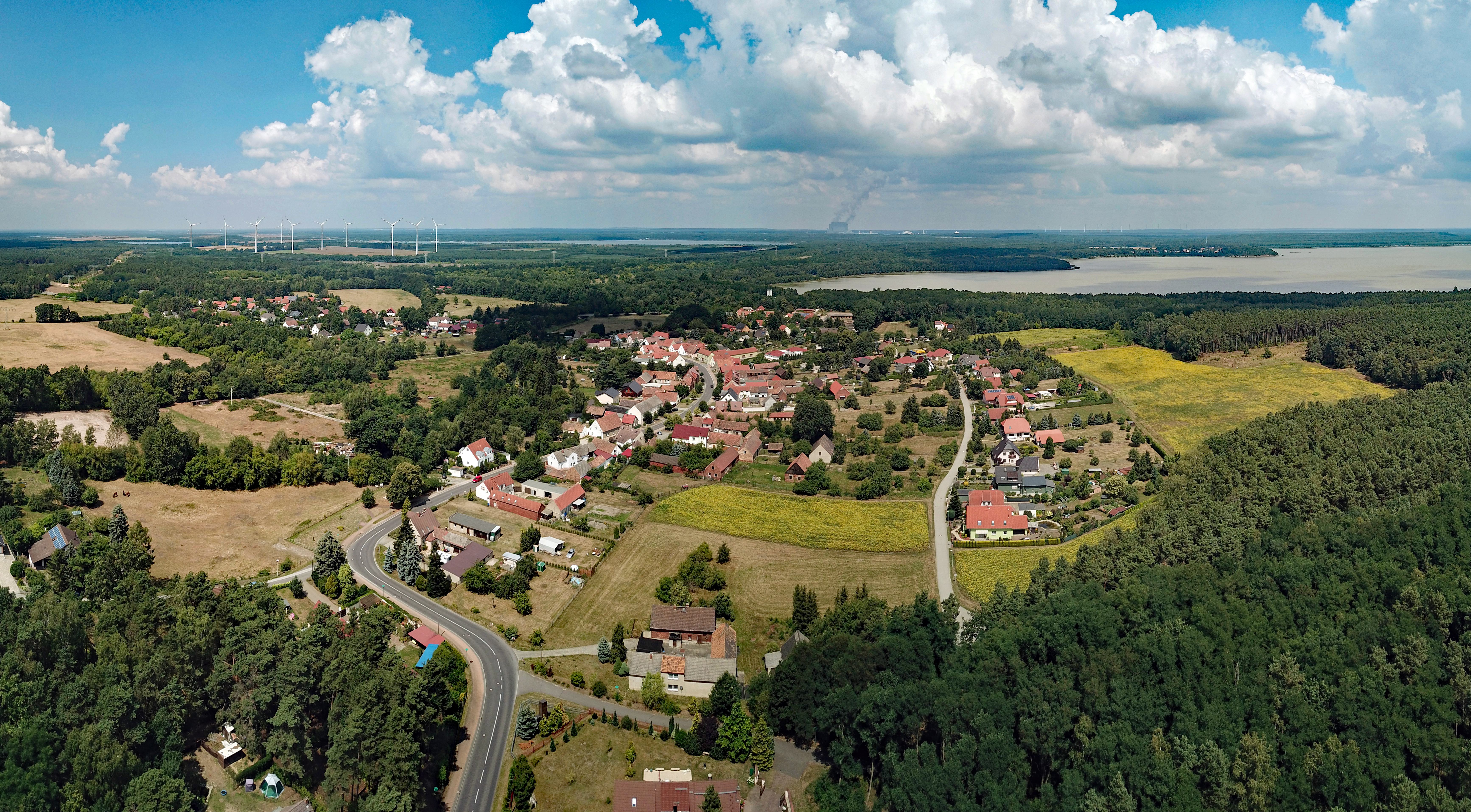
Luftbild

Burg, obersorbisch Bórk, ist der südlichste Ortsteil der sächsischen Gemeinde Spreetal im Landkreis Bautzen in Sachsen. Es zählt zum offiziellen sorbischen Siedlungsgebiet in der Oberlausitz.

## Geographie

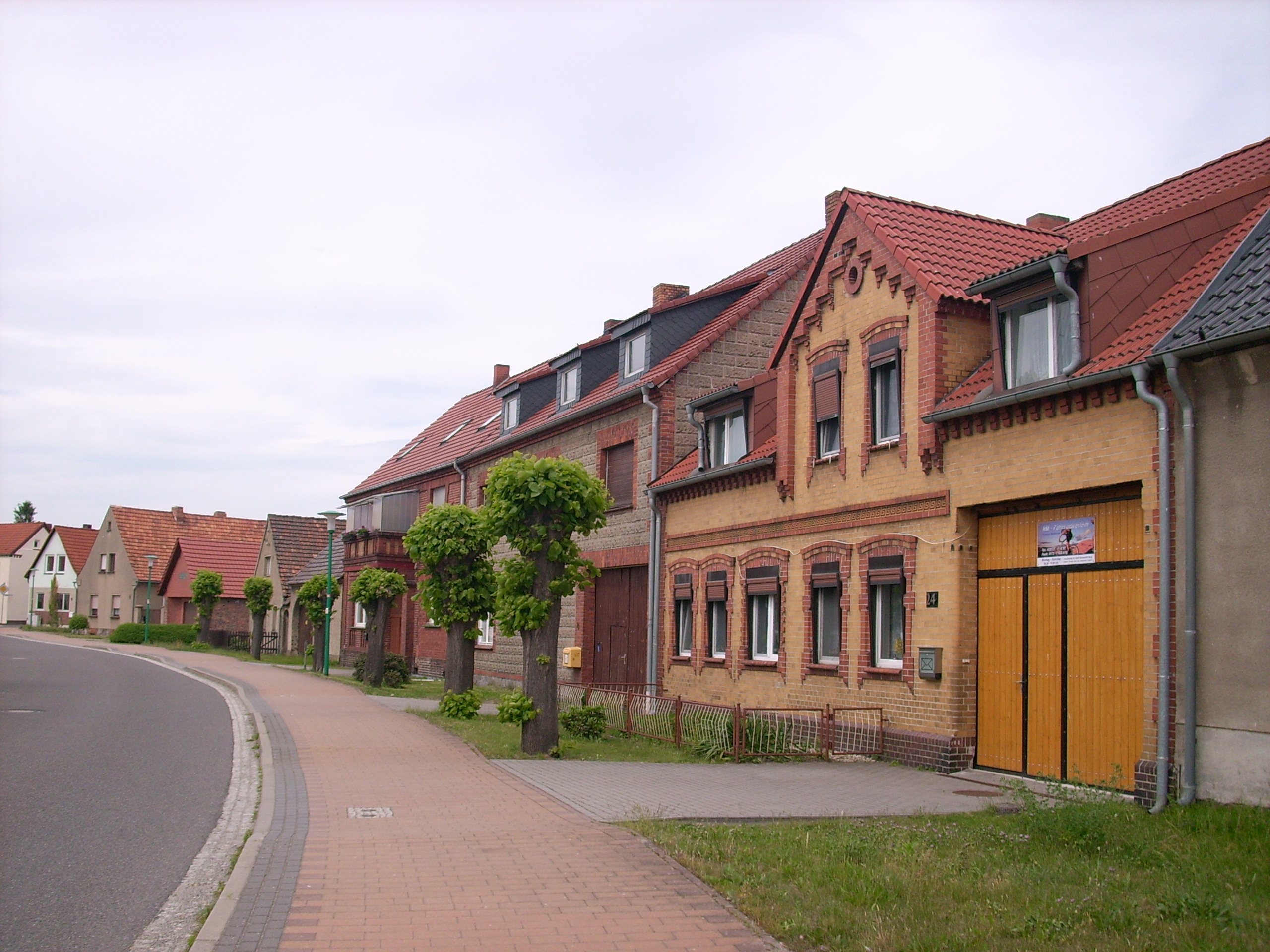
Hauptstraße in Burg

Burg liegt nordöstlich von Hoyerswerda, rund 10 Kilometer vom Stadtzentrum entfernt. Durch das Straßendorf führt die Kreisstraße 9218 (K9218) (alte Straße von Spremberg nach Hoyerswerda); die ebenfalls zwischen diesen beiden Städten verlaufende Bundesstraße 97 (B 97) führt einen Kilometer westlich des Ortes vorbei. Vom Südosten aus kommend tangiert die Kleine Spree das Dorf im Nordosten.
Die nähere Umgebung Burgs ist von einer Tagebaufolgelandschaft bestimmt. Unmittelbar an den Ort grenzen der Bernsteinsee im Nordosten und der Scheibe-See im Süden, etwa vier Kilometer in nordwestlicher Richtung liegt der Spreetaler See. Südlich des Spreetaler Sees befindet sich an der B 97 zwischen dem Abzweig Burgneudorf und dem Abzweig Burg ein Windpark.
Benachbarte Orte sind Burgneudorf im Norden, Burghammer im Nordosten, Tiegling und Riegel im Südosten und Hoyerswerda mit den Ortsteilen Kühnicht und Zeißig im Südosten. Etwa acht Kilometer westlich von Burg liegt Seidewinkel. Zwischen Riegel und Burg lag der 1986/1987 devastierte Ort Scheibe.

## Geschichte
Durch die Nähe zur Kleinen Spree ist anzunehmen, dass im Raum Burg bereits in frühgeschichtlicher Zeit gesiedelt wurde. Die Wiederbesiedlung nach der Völkerwanderung dürfte im 12. Jahrhundert durch sorbische Siedler erfolgt sein.
Eine urkundliche Erwähnung im Jahr 1381 nennt Burckau in Bezug auff Hoierswerde, jedoch entspricht dieser Name nicht den folgenden Ortsnamen. Als sicher gilt jedoch die Nennung in einer Urkunde vom 28. März 1401 als Borg, zumal Burgneudorf in der gleichen Urkunde erwähnt wird.
Spätestens seit der Reformation ist Burg nach Hoyerswerda eingepfarrt. Der Dreißigjährige Krieg (1618–1648) bringt Verwüstung und die Pest ins Dorf.

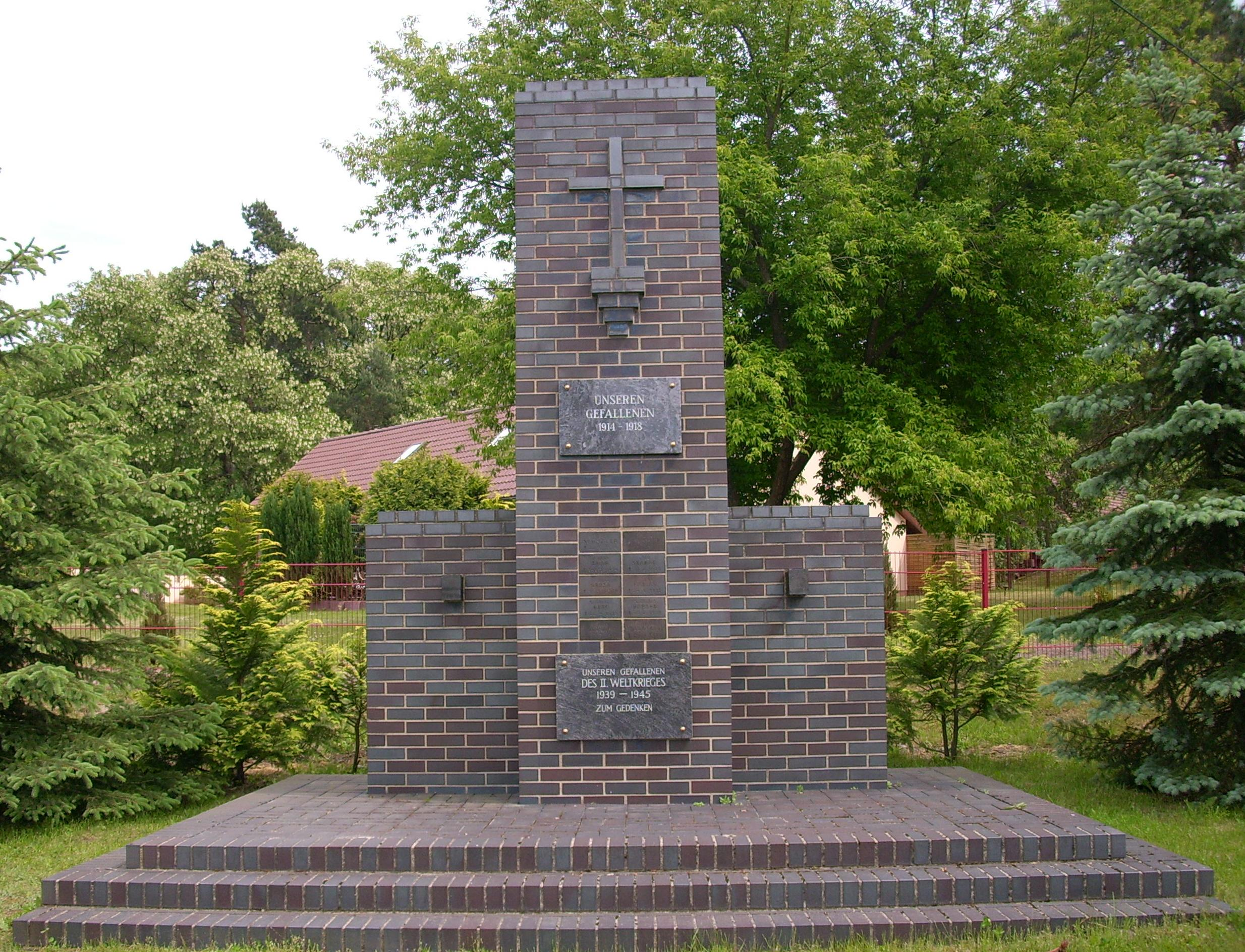
Kriegerdenkmal in Burg

Das Königreich Sachsen muss 1815 einen Großteil seiner Landesfläche an Preußen abtreten, unter anderem auch den nordöstlichen Teil der Oberlausitz, in dem Burg liegt. 1825 wird die Landgemeinde dem Landkreis Hoyerswerda (Provinz Schlesien) zugeordnet.
1874 wird der Amtsbezirk Burghammer gegründet, in dem die Landgemeinden Burg, Burghammer, Königlich Neudorf, Neustadt, Riegel, Scheibe, Spreewitz und Zerre verwaltet werden.
Erst in den Jahren 1922/1923 erhält Burg elektrischen Strom. Ebenfalls in den zwanziger Jahren werden ein Turnverein und die Freiwillige Feuerwehr gegründet.
Die Projektierung des Tagebaus Burghammer beginnt 1955, vier Jahre später beginnt die Abraumbaggerung und von 1963 bis 1973 wird Braunkohle gefördert. Ein Jahrzehnt später wird der Tagebau Scheibe aufgeschlossen, dem die Ausbauten zu Burg weichen müssen.
Zum 1. Januar 1994 wird Burg nach Burghammer eingemeindet. Genau zwei Jahre später schließen sich die Gemeinden Burghammer, Neustadt und Spreewitz zur Gemeinde Spreetal zusammen.

### Bevölkerungsentwicklung
| Jahr | Einwohner |
| ---- | --------- |
| 1825 | 187       |
| 1871 | 269       |
| 1885 | 274       |
| 1905 | 275       |
| 1925 | 299       |
| 1939 | 321       |
| 1946 | 329       |
| 1950 | 322       |
| 1964 | 342       |
| 1990 | 215       |
| 1993 | 241       |
| 2008 | 391       |
| 2018 | 336       |
| 2022 | 335       |

In einem Urbar der Herrschaft Hoyerswerda aus dem Jahr 1568 sind für Burg 30 besessene Mann sowie 8 Gärtner und Häusler verzeichnet. Während des Dreißigjährigen Krieges (1618–1648) verliert Burg im Jahr 1631 fast seine gesamte Bevölkerung durch die Pest. Die Kriegsschäden sowie die Hungerjahre 1770–1772 lassen die Einwohnerzahl nur langsam anwachsen. Im Jahr 1777 hat Burg nur 22 besessene Mann, 3 Gärtner und 2 Häusler.
Zwischen 1825 und 1871 steigt die Einwohnerzahl von 187 auf 269 an und stagniert anschließend bis zum Anfang des 20. Jahrhunderts. Aus Mukas Statistik der Sorben in der Oberlausitz geht hervor, dass Burg noch Anfang der 1880er Jahre eine gänzlich sorbische Bevölkerung hat.
Mit dem Aufschluss der ersten Kohlegruben in der näheren Umgebung wächst die Bevölkerung im ersten Viertel des 20. Jahrhunderts wieder und überschreitet in der Zwischenkriegszeit die Marke von 300 Einwohnern. Nach dem Ende des Zweiten Weltkriegs liegt die Einwohnerzahl auf Vorkriegsniveau und steigt erst mit einigen Jahren Verzögerung leicht an. Der sorbische Bevölkerungsanteil sinkt laut Ernst Tschernik bis 1956 auf 57,2 % und ist seither weiter stark zurückgegangen.
Nach einem starken Bevölkerungsschwund, der nicht zuletzt auch auf tagebaubedingte Teilortsumsiedlungen zurückzuführen ist, hat die Gemeinde in der Wendezeit nur noch 215 Einwohner. Bis zur Eingemeindung nach Burghammer steigt die Zahl innerhalb von drei Jahren auf 241.

### Ortsname
Die offensichtliche Annahme, dass sich der Ortsname von einer Burg ableitet, ist falsch. Vielmehr ist der deutsche Name eine eingedeutschte Entlehnung des sorbischen Namens Bórk, vergleichbar mit Burk bei Bautzen. Frühere deutsche Namensformen sind unter anderem Borg (1401), Burgk (1568) und Wendisch Burg (1759).
Der sorbische Name ist abgeleitet vom slawischen Wort bor für ‘Nadelwald’. Mit dem sorbischen Verkleinerungssuffix -k bedeutet Bórk ‘kleiner Nadelwald, kleiner Kiefernwald’.